# Ian Smith (cầu thủ bóng đá, sinh 1998)
Ian Smith (sinh ngày 6 tháng 3 năm 1998), là một cầu thủ bóng đá người Costa Rica thi đấu ở vị trí hậu vệ phải cho Norrköping.
Vào tháng 5 năm 2018 anh có tên trong đội hình 23 người của Costa Rica tham dự Giải vô địch bóng đá thế giới 2018 ở Nga.